# Anthony Bennett
|  | Si cerqueu altres usos, vegeu Tony Bennett. |

Anthony Harris Bennett (Brampton, Ontario, 14 de març de 1993) és un jugador de bàsquet canadenc. En 2013, es va convertir en el primer canadenc a ser triat en la primera posició del Draft de l'NBA.